# Aston Sandford
Aston Sandford – wieś w Anglii, w hrabstwie Buckinghamshire, w dystrykcie (unitary authority) Buckinghamshire. Leży 61 km na północny zachód od centrum Londynu. W 2001 miejscowość liczyła 50 mieszkańców.